# Filippinskt vårtsvin
Filippinskt vårtsvin eller filippinskt vildsvin(Sus philippensis) är ett däggdjur i familjen svindjur (Suidae) som förekommer på Filippinerna.

## Utseende
Individerna når en kroppslängd mellan 124 och 129 cm och därtill kommer en 11 till 14 cm lång svans. Hannar är något större än honor. Pälsen är svart med flera glest fördelade silverfärgade hår. Håren på främre delen av ryggen bildar en kam. Svansen slutar i en svart tofs. Den långdragna nosen har vårtor och de stora hörntänderna bildar hos hannar betar.

## Utbredning och habitat
Populationen delas ofta i två underarter med S. p. philippinesis på norra Filippinerna och S. p. mindanensis på östra och södra Filippinerna. Tidigare förekom arten i alla habitat på ögruppen men idag är den undanträngt till medelhöga bergstrakter som är täckta av skog.

## Ekologi
Individerna kan leva ensam, i par eller i mindre grupper med upp till 12 medlemmar. De är främst aktiva på natten men letar ibland på dagen efter föda. Födan utgörs av rötter, löv och gräs.
Filippinskt vårtsvin bygger bon i skyddet av större träd eller buskar. Per kull föds vanligen fem ungar och ibland upp till åtta ungar. Honor med ungar kan vara tydlig aggressiva medan individerna utanför parningstiden är skygga.

## Status
Arten hotas främst av jakt för köttets skull. På vissa öar blev arten mycket sällsynt eller är helt utdöd (till exempel på Marinduque). På större öar är populationerna ofta skilda från varandra vad som försämrar den genetiska mångfalden. Dessutom uppstår lätt hybrider med förvildade tamsvin eller vildsvin (Sus scrofa) som introducerades på Filippinerna. IUCN uppskattar att beståndet minskade med 30 procent under de senaste 21 åren (tre generationer) och listar arten som sårbar (VU).